# Arraial do Cabo

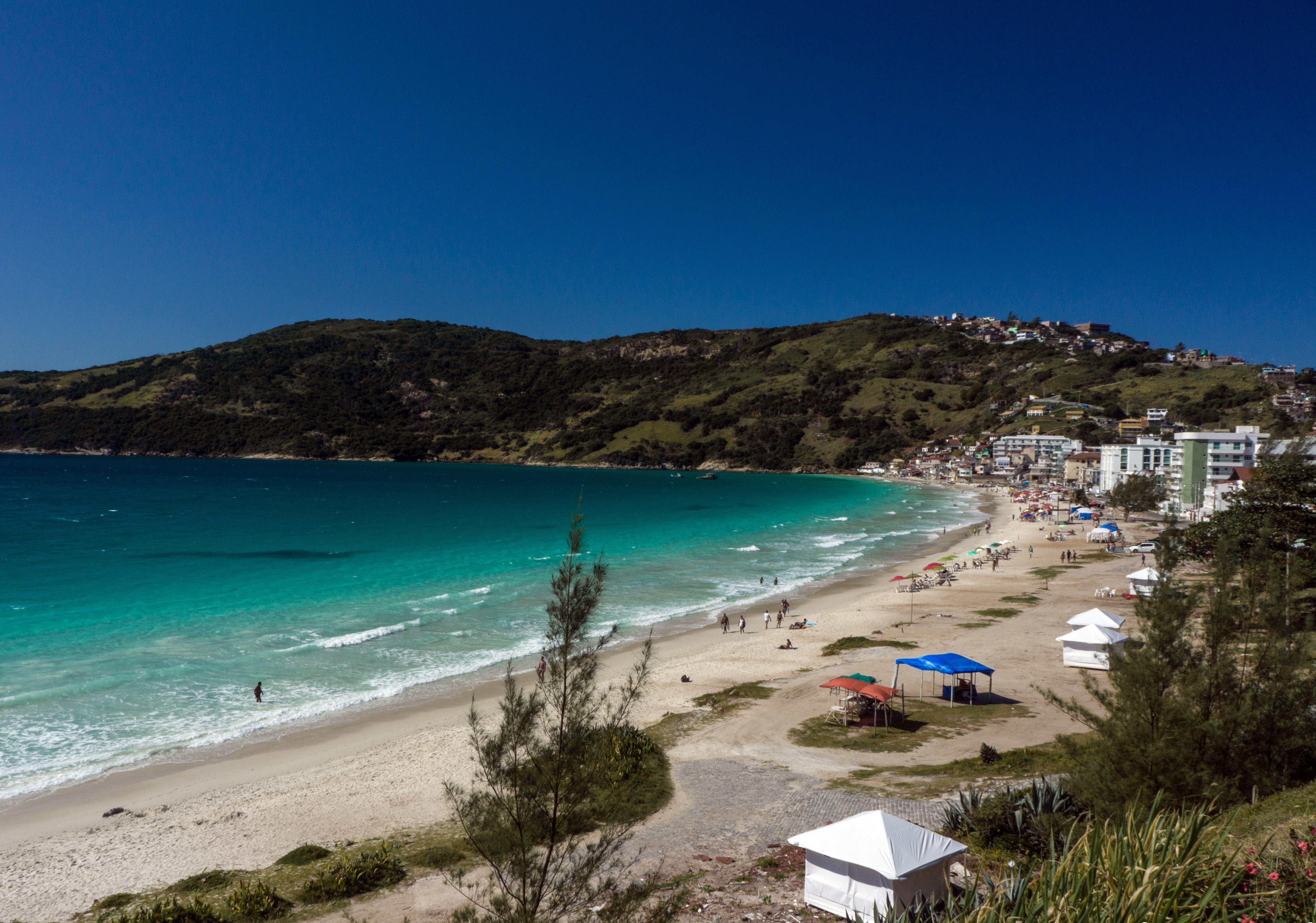
Arraial do Cabo, Rio de Janeiro

Arraial do Cabo là một đô thị thuộc bang Rio de Janeiro, Brasil. Đô thị này có diện tích 152,305 km², dân số năm 2007 là 25248 người, mật độ 165,7 người/km².